# Patrick Gérard
Patrick Gérard (* Juli 1961 in Dijon) ist ein französischer Mathematiker, der sich mit partiellen Differentialgleichungen befasst. Er ist Professor an der Universität Paris-Süd, wo er 2011 Direktor der Mathematikfakultät ist.
Gérard studierte 1981 bis 1985 an der École normale supérieure (Paris) (Rue d'Ulm, ENS) mit dem DEA an der Universität Paris VII 1982 und der Agrégation 1983. Er wurde 1985 bei Serge Alinhac an der Universität Paris-Süd  promoviert (Dissertation: Distributions conormales analytiques et EDP non linéaires) und habilitierte sich 1991. Ab 1985 war er Assistenzprofessor an der ENS, bevor er 1991 Professor an der Universität Paris-Süd in Orsay wurde. 1993 bis 2005 war er auch in Teilzeit Professor an der École polytechnique.
1995 war er am Institute for Advanced Study. 2009 bis 2014 war er Senior-Mitglied am Institut Universitaire de France.
1998 erhielt er den Prix Servant für seine Arbeiten über Glättung in der Mikrolokalen Analysis. Er führte unabhängig von Luc Tartar H-Measures in der Homogenisierung partieller Differentialgleichungen ein, von ihm Microlocal Defect Measures genannt. 2014 erhielt er den Grand Prix Leonid Franc der Académie des Sciences.
Er war eingeladener Sprecher auf dem Internationalen Mathematikerkongress 2006 in Madrid (Nonlinear Schrödinger equations in inhomogeneous media: wellposedness and illposedness of the Cauchy problem) und 2004 auf dem Europäischen Mathematikerkongress in Stockholm.
Er war Mitglied von Bourbaki.

## Schriften
- mit Serge Alinhac: Pseudo-differential Operators and the Nash-Moser Theorem (= Graduate Studies in Mathematics. Bd. 82). American Mathematical Society, Providence RI 2007, ISBN 978-0-8218-3454-1.